# Flucloxacilină
Flucloxacilina este un antibiotic din clasa penicilinelor, fiind utilizat în tratamentul unor infecții bacteriene cauzate de bacterii Gram-pozitive sensibile. Prezintă o activitate asupra microorganismelor secretoare de beta-lactamaze, precum este Staphylococcus aureus, fiind stabilă la acțiunea acestora, însă nu este activă pe MRSA.  Căile de administrare sunt orală, intramusculară și intravenoasă.

## Utilizări medicale
Dicloxacilina este utilizată în tratamentul infecțiilor cauzate de bacterii sensibile. Printre acestea se numără:
- Celulite și infecții cutanate stafilococice -  impetigo, carbuncule, etc.
- Pneumonie
- Osteomielită, artrită infecțioasă
- Septicemie
- Profilaxia chirurgicală